# سیارک ۳۰۲
سیارک ۳۰۲ (به انگلیسی: 302 Clarissa) سیصد و دومین سیارک کشف شده‌است که در ۱۴ نوامبر ۱۸۹۰ و در نیس کشف شد.
قدر مطلق سیارک برابر ۱۰٫۸۹ است.